# Carta régia

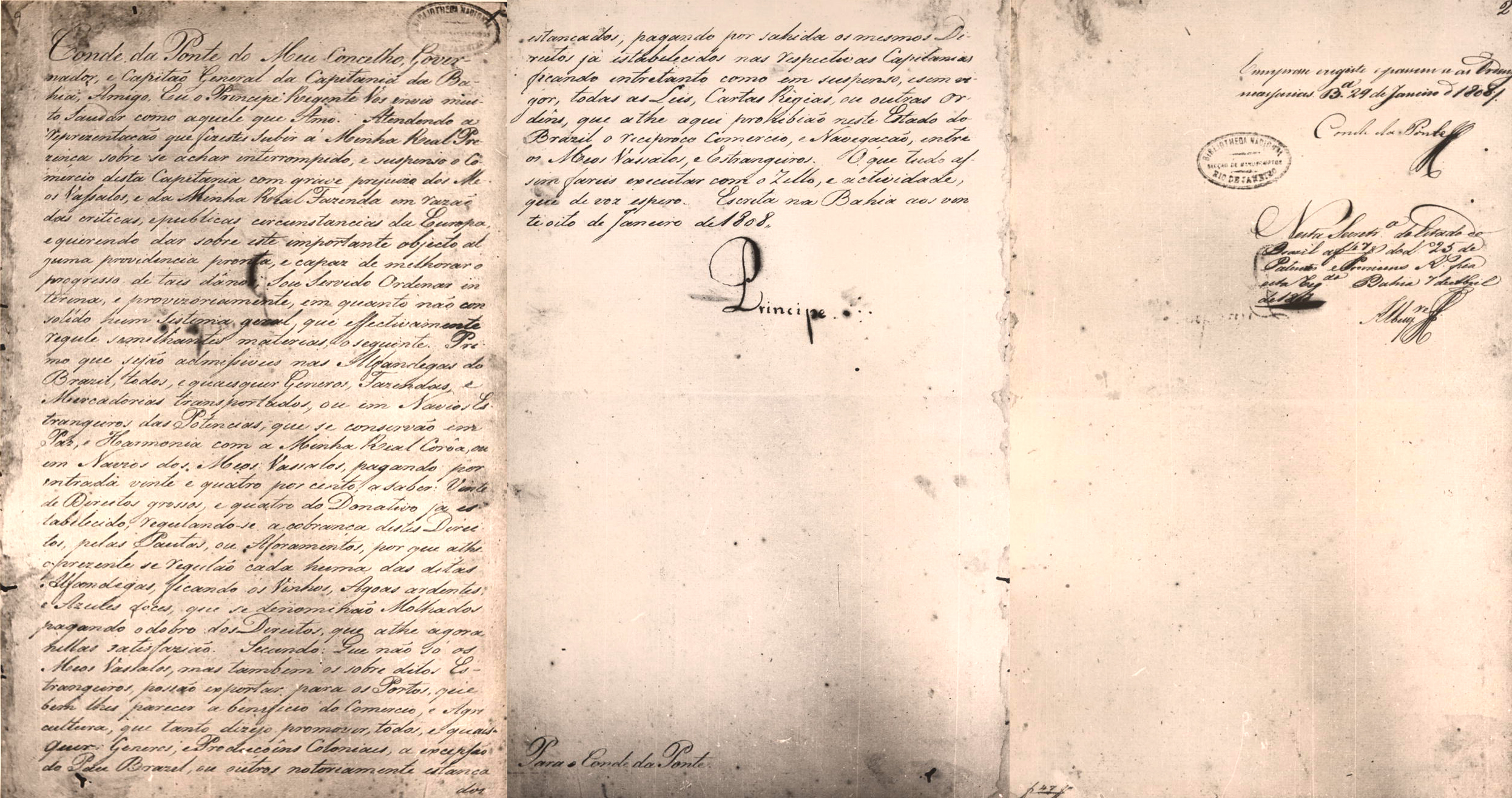
Original do Decreto de Abertura dos Portos às Nações Amigas, carta régia de 28 de janeiro de 1808.

A carta régia é um documento oficial assinado por um monarca que segue para uma autoridade sem passar pela chancelaria, geralmente contendo determinações gerais e permanentes, em outros termos é um documento diplomático, dispositivo normativo, descendente. Ordem real, dirigida a uma determinada autoridade ou pessoa e iniciada pelo nome dela. É expedida imediatamente pelo soberano e por ele assinada como Rei (Rainha ou Príncipe Regente, se for o caso).
Na história do Brasil podemos citar, como exemplos, a Carta Régia de 1701, a Carta Régia de 1785, e o Decreto de Abertura dos Portos às Nações Amigas, de 28 de janeiro de 1808.
Em Portugal existem vários documentos sendo um deles a Carta Régia de 22 de agosto de 1422 de D. João I que altera o calendário usado até então.

## Galeria
- Carta régia onde o Príncipe Regente Dom João apresenta o padre Mateus Gonçalves de Andrade como cônego da Sé de São Paulo
- Carta régia a D. Luís António de Sousa Botelho Mourão, Governador da Capitania de São Paulo
- Carta régia de confirmação de sesmaria concedida a Martim Melo de Taques por D. João VI